# Vi năng lượng
Vi năng lượng là thuật ngữ mô tả công trình của một số nghiên cứu về việc phát triển các máy phát điện nhỏ. Các thiết bị này chuyển hóa cơ năng, năng lượng dự trữ trong liên kết hóa học, hay nhiệt năng hay các nguồn khác thành điện năng để chạy các thiết bị điện tử, nhỏ nhẹ hơn và cung cấp điện năng lâu dài hơn so với pin truyền thống. Công suất phát điện của các thiết bị này thường nhỏ hơn cỡ Watt.

## Các nguồn năng lượng

### Từ môi trường
Các nguồn năng lượng từ môi trường của các thiết bị vi năng lượng thường gồm có rung động, bao gồm rung động do âm thanh gây ra, và chuyển động, chênh lệch nhiệt độ, ánh sáng và các bức xạ điện từ .
Mật độ năng lượng có thể thu được, theo một đơn vị diện tích hứng, được chỉ ra ở bảng dưới đây .
| Rung động/Chuyển động                               | Chênh lệch nhiệt độ                                  | Ánh sáng                                 | RF                               |
| Từ người 4 uW/cm2 Môi trường công nghiệp 100 uW/cm2 | Từ người 25 uW/c2 Môi trường công nghiệp 1–10 mW/cm2 | Trong nhà 10 uW/cm2 Ngoài trời 10 mW/cm2 | GSM 0.1 uW/cm2 WiFi 0.001 uW/cm2 |

### Từ cơ thể người
Với các thiết bị vi năng lượng gắn với cơ thể người, các nguồn năng lượng có thể khai thác được là từ các phần cơ thể thường có chuyển động như chân, tay, ngón tay, ngực, cổ, nguồn thân nhiệt, nguồn hơi thở, huyết áp....
Bảng dưới cho thấy công suất của các nguồn năng lượng này.
| Chân | Tay  | Thân nhiệt | Hơi thở | Huyết áp | Ngực   | Ngón tay    |
| <67W | <60W | 2,4 - 4,8W | <1W     | <0,93W   | <0,83W | 6,9 - 19 mW |

### Từ các nguồn khác
Năng lượng có thể được mang theo, ở dạng nguồn dự trữ, cho thiết bị vi năng lượng ở dạng chất đốt, như với các động cơ nhiệt cỡ siêu bé. Chất đốt có thể là methanol, diesel, xăng hoặc các dạng khác phù hợp cho pin nhiên liệu hay các động cơ nhiệt bé.